# Plynné biopalivo

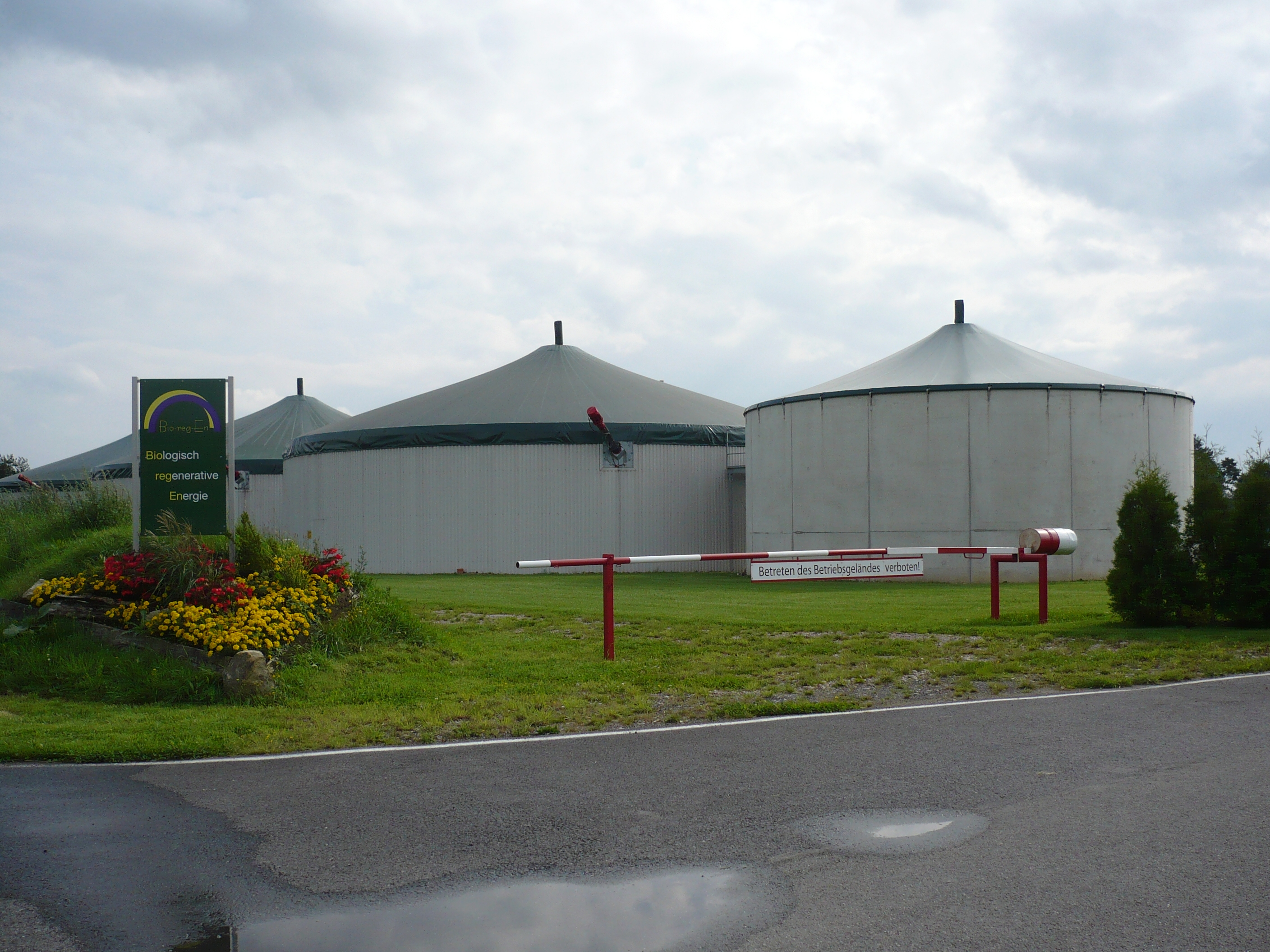
Bioplynová stanice v Německu

Plynná biopaliva jsou biopaliva, která se v podmínkách, při nichž jsou skladována, dopravována a připravována pro energetické využití, nachází v plynném stavu. Mezi plynná biopaliva jsou řazena zejména následující biopaliva:
- Bioplyn skládající se z methanu a oxidu uhličitého a produkovaný přirozeným rozkladem na skládkách odpadů nebo v zemědělství.
- Dřevoplyn skládající se z oxidu uhelnatého a vodíku vyráběný zplyňováním biomasy.
- Vodík vyrobený štěpením jakéhokoliv uhlovodíkového biopaliva.